# Johann Hermann von Duhn
Johann Hermann von Duhn (* 17. Mai 1772 in Lübeck; † 15. Januar 1837 in Travemünde) war Ratsherr der Hansestadt Lübeck.

## Leben
Duhn war der Sohn des 1768 in Göttingen promovierten Juristen Dr. Hermann von Duhn (1742–1781). Früh verwaist, wurde er Kaufmann und betrieb gemeinsam mit seinem älteren Bruder Heinrich in der Braunstraße im Lübecker Kaufmannsviertel eine kaufmännische Handlung en gros mit engl. und deutschen Manufactur- u. Stahlwaaren nach den nordischen Gegenden, Commissions- und Speditionsgeschäfte unter Firma Gebrüder von Duhn. Während der Lübecker Franzosenzeit wurde er 1811 zum außerordentlichen Mitglied des Lübecker Munizipalrats ernannt; der Rat entsandte ihn als Lübecker Bevollmächtigten zu Marschall Louis-Nicolas Davout, wo er eine Herabminderung der Lübeck auferlegten Kriegskontribution erreichte. Am 16. Juni 1817 wurde er als Ältermann der Schonenfahrer in den Rat der Stadt Lübeck erwählt. 1818 musste er aus dem Rat wegen Vermögensverfalls austreten, weil über das Vermögen seiner Handelsfirma infolge der Koalitionskriege und eines Schiffbruchs in der Ostsee ein Konkursverfahren eröffnet wurde.

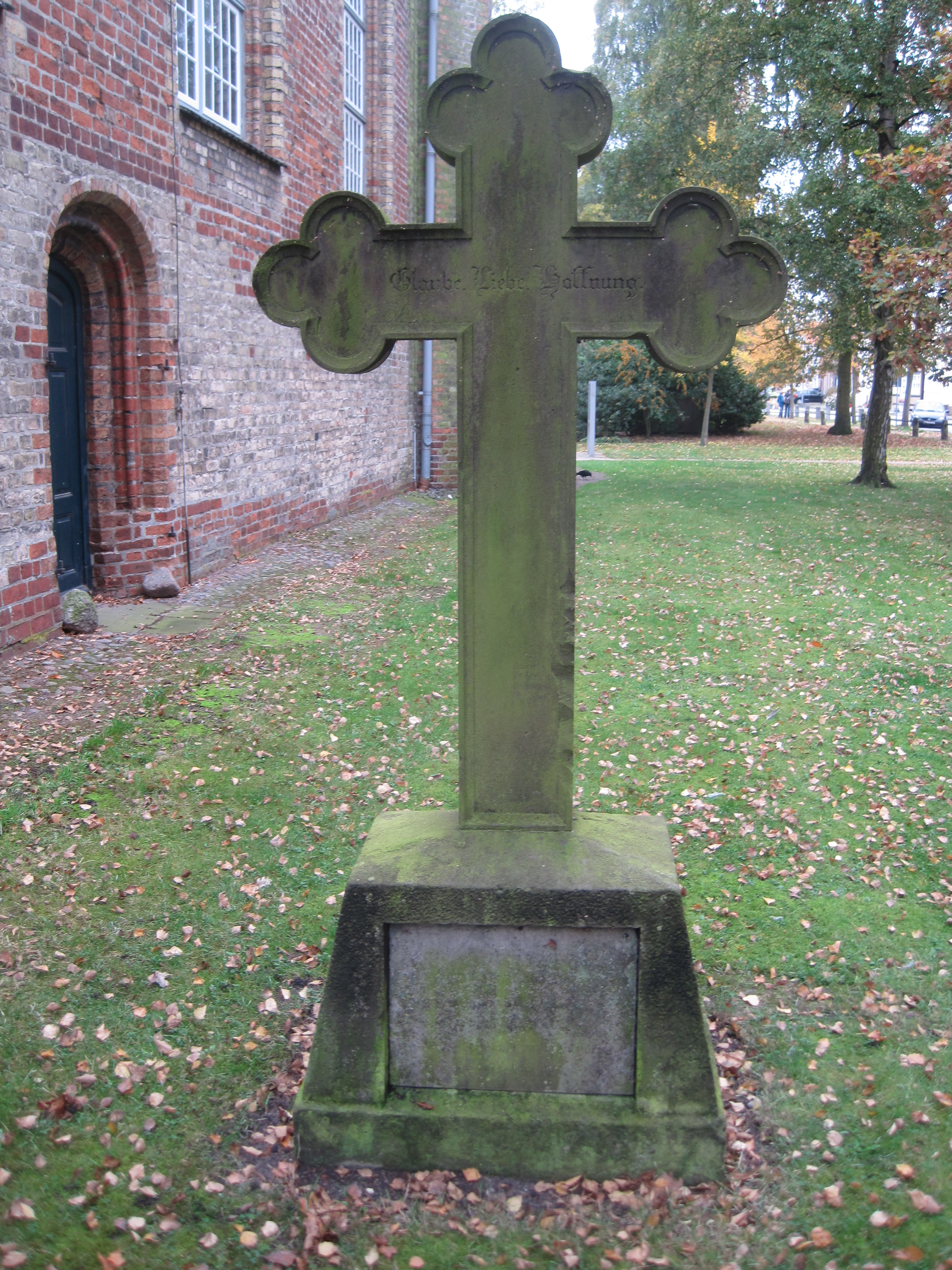
Grabkreuz auf dem Kirchhof in Travemünde

Nach drei Jahren rehabilitiert, wurde Duhn 1821 zum Stadthauptmann (Vogt) in Travemünde (Lübsche Vogtei) ernannt und behielt diese Stelle bis zu seinem Lebensende bei. Während seiner Amtszeit als Stadthauptmann wurden die Befestigungen und Wälle der Festung Travemünde wie auch die dortige Stadtmauer abgetragen. Er wurde unter einem bis heute erhaltenen steinernen Grabkreuz mit Dreipassenden auf Sockel auf dem Kirchhof der Travemünder St.-Lorenz-Kirche an der Nordseite des Kirchenschiffs begraben.
Er war verheiratet mit Sophie Margarethe Elisabeth, geb. Harms(en) (1781–1859). Von den fünf Kindern des Paares war Carl Alexander von Duhn als Richter am Lübecker Obergericht und ab 1879 am Hanseatischen Oberlandesgericht in Hamburg tätig. Der Enkel Friedrich von Duhn wurde als Archäologe in Heidelberg bekannt.